# Wollangambe River
Der Wollangambe River ist ein Fluss im Osten des australischen Bundesstaates New South Wales. 
Er entspringt bei Newes Junction, einer Kleinstadt östlich von Lithgow in der Südwestecke des Wollemi-Nationalparks. Der Fluss fließt zunächst nach Nordosten bis nördlich der Kleinstadt Mount Irvine. Dort wendet er seinen Lauf nach Norden und nach rund 20 Kilometern wieder nach Nordosten. Im Zentrum des Nationalparks mündet er in den Colo River.
Das Flusstal ist größtenteils unbesiedelt und nicht durch Straßen erschlossen.
Seine wichtigsten Nebenflüsse sind der Bowens Creek und der Bungleboori Creek.